# Popis crnogorskih ministara obrane 1879. – 1921.
Od 1879. godine, kada je ustrojeno Ministarstvo vojno Kneževine Crne Gore, sljedeći su vojni zapovjednici i političari bili ministri (činovi dati orig. crnogorski):
- Ilija Plamenac, vojvoda (8. ožujka 1879. – 6. prosinca 1905.)
- Janko Vukotić, brigadir (6. prosinca 1905. – 11. studenog 1906.);
- Danilo Gatalo, komandir/hr. bojnik (11. studenog 1906. – 19. siječnja 1907.);
- Andrija Radović, političar (19. siječnja 1907. – 4. travnja 1907.);
- Mitar Martinović, brigadir (4. travnja 1907. – 1. rujna 1910.);
- Ivo Đurović, brigadir (1. rujna 1910. – 19. srpnja 1911.);
- Marko Đukanović, političar (19. srpnja 1911. – 10. kolovoza 1911.);
- Janko Vukotić, brigadir (10. kolovoza 1911. – 6. lipnja 1912.);
- Mitar Martinović, brigadir (6. lipnja 1912. – 25. travnja 1913. – na bojišnici ga je zastupao Dušan Vukotić);
- Janko Vukotić, serdar (25. travnja 1913. – 12. travnja 1914. – 3. srpnja 1915., na bojišnici ga je zastupao političar Risto Popović od 4. srpnja 1914.);
- Mašan Božović, brigadir (3. srpnja 1915. – 27. kolovoza 1915. i 27. kolovoza 1915. – 20. prosinca 1915.);
- Radomir Vešović, brigadir (20. prosinca 1915. – 29. travnja 1916.);
- Milo Matanović, političar (29. travnja 1916. – 4. siječnja 1917. i 4. siječnja 1917. – 29. svibnja 1917.);
- Nikola Hajduković, političar 29. svibnja 1917. – 17. veljače 1919.);
- Milutin Vučinić divizijski general (17. veljače 1919., od 28. lipnja 1921. do 31. kolovoza 1922. premijer i ministar obrane)